# Robert Blake (hockey sur glace)
Pour les articles homonymes, voir Robert Blake et Blake.
Temple de la renommée : 2014
Temple de la renommée de l'IIHF : 2018
Robert Bowlby Blake, dit Rob Blake, (né le 10 décembre 1969 à Simcoe dans la province d'Ontario au Canada) est un joueur professionnel canadien de hockey sur glace. Il évoluait au poste de défenseur.

## Carrière en club
En 1987, il attaque sa carrière avec l'Université de Bowling Green State en NCAA. Il a été repêché par les Kings lors du repêchage d'entrée dans la LNH 1988, à la 70e position. Il joue en tant que de défenseur.
Blake joue avec les Kings pendant douze saisons d'affilée et a notamment participé aux matchs de la série de finale de la Coupe Stanley en 1993, mais les Kings se sont alors inclinés contre les Canadiens de Montréal. Après l'échange de Wayne Gretzky aux Blues de Saint-Louis en 1996, Blake est devenu le capitaine des Kings. En 1998, il remporte le trophée James-Norris, remis au meilleur défenseur de la LNH.
Au cours de la saison 2000-2001, il a été échangé à l'Avalanche du Colorado, avec qui il a remporté la Coupe Stanley la même saison. Il intègre le Club Triple Or, le groupe de joueurs de hockey ayant remporté à la fois les Jeux olympiques, les championnats du monde et la Coupe Stanley, après avoir gagné la médaille d'or aux Jeux olympiques de 2002 à Salt Lake City.
Au cours de l'été 2006, Blake signe un contrat de deux ans avec les Kings et effectue son retour avec cette équipe lors de la saison 2006-2007.
Le 3 juillet 2008, il signe un contrat d'un an d'une valeur estimée de 5,5 millions de dollars avec les Sharks de San José.
Peu avant le début de la saison 2009-2010, il est nommé capitaine des Sharks aux dépens de Patrick Marleau. Au terme de cette saison, il annonce son retrait de la compétition.
En 1996, il est intronisé au temple de la renommée des sports de son université.
Le 23 juin 2014, il est intronisé au Temple de la renommée du hockey.
Le 17 janvier 2015, le numéro 4 que portait Blake est retiré par les Kings avant un match contre les Ducks d'Anaheim.

## Carrière internationale
Blake a participé à trois Jeux olympiques d'hiver (1998, 2002, 2006) et a remporté une médaille d'or aux Jeux olympiques d'hiver de Salt Lake City avec l'équipe du Canada de hockey sur glace.
- 1991 Championnat du monde de hockey
- 1994 Championnat du monde de hockey (médaille d'or)
- 1996 Coupe du monde de hockey (finaliste)
- 1997 Championnat du monde de hockey (médaille d'or)
- 1998 Jeux olympiques d'hiver de Nagano
- 1998 Championnat du monde de hockey
- 1999 Championnat du monde de hockey
- 2002 Jeux olympiques d'hiver de Salt Lake City (médaille d'or)
- 2006 Jeux olympiques d'hiver de Turin

## Statistiques

### En club
| Saison     | Équipe                   | Ligue      |       | Saison régulière | Saison régulière | Saison régulière | Saison régulière | Saison régulière |    | Séries éliminatoires | Séries éliminatoires | Séries éliminatoires | Séries éliminatoires | Séries éliminatoires |
| Saison     | Équipe                   | Ligue      | PJ    | B                | A                | Pts              | Pun              | PJ               | B  | A                    | Pts                  | Pun                  |                      |                      |
| 1987-1988  | Falcons de Bowling Green | NCAA       | 43    | 5                | 8                | 13               | 88               | -                | -  | -                    | -                    | -                    |                      |                      |
| 1988-1989  | Falcons de Bowling Green | NCAA       | 46    | 11               | 21               | 32               | 140              | -                | -  | -                    | -                    | -                    |                      |                      |
| 1989-1990  | Falcons de Bowling Green | NCAA       | 42    | 23               | 36               | 59               | 140              | -                | -  | -                    | -                    | -                    |                      |                      |
| 1989-1990  | Kings de Los Angeles     | LNH        | 4     | 0                | 0                | 0                | 4                | 8                | 1  | 3                    | 4                    | 4                    |                      |                      |
| 1990-1991  | Kings de Los Angeles     | LNH        | 75    | 12               | 34               | 46               | 125              | 12               | 1  | 4                    | 5                    | 26                   |                      |                      |
| 1991-1992  | Kings de Los Angeles     | LNH        | 57    | 7                | 13               | 20               | 102              | 6                | 2  | 1                    | 3                    | 12                   |                      |                      |
| 1992-1993  | Kings de Los Angeles     | LNH        | 76    | 16               | 43               | 59               | 152              | 23               | 4  | 6                    | 10                   | 46                   |                      |                      |
| 1993-1994  | Kings de Los Angeles     | LNH        | 84    | 20               | 48               | 68               | 137              | -                | -  | -                    | -                    | -                    |                      |                      |
| 1994-1995  | Kings de Los Angeles     | LNH        | 24    | 4                | 7                | 11               | 38               | -                | -  | -                    | -                    | -                    |                      |                      |
| 1995-1996  | Kings de Los Angeles     | LNH        | 6     | 1                | 2                | 3                | 8                | -                | -  | -                    | -                    | -                    |                      |                      |
| 1996-1997  | Kings de Los Angeles     | LNH        | 62    | 8                | 23               | 31               | 82               | -                | -  | -                    | -                    | -                    |                      |                      |
| 1997-1998  | Kings de Los Angeles     | LNH        | 81    | 23               | 27               | 50               | 94               | 4                | 0  | 0                    | 0                    | 6                    |                      |                      |
| 1998-1999  | Kings de Los Angeles     | LNH        | 62    | 12               | 23               | 35               | 128              | -                | -  | -                    | -                    | -                    |                      |                      |
| 1999-2000  | Kings de Los Angeles     | LNH        | 77    | 18               | 39               | 57               | 112              | 4                | 0  | 2                    | 2                    | 4                    |                      |                      |
| 2000-2001  | Kings de Los Angeles     | LNH        | 54    | 17               | 32               | 49               | 69               | -                | -  | -                    | -                    | -                    |                      |                      |
| 2000-2001  | Avalanche du Colorado    | LNH        | 13    | 2                | 8                | 10               | 8                | 23               | 6  | 13                   | 19                   | 16                   |                      |                      |
| 2001-2002  | Avalanche du Colorado    | LNH        | 75    | 16               | 40               | 56               | 58               | 20               | 6  | 6                    | 12                   | 16                   |                      |                      |
| 2002-2003  | Avalanche du Colorado    | LNH        | 79    | 17               | 28               | 45               | 57               | 7                | 1  | 2                    | 3                    | 8                    |                      |                      |
| 2003-2004  | Avalanche du Colorado    | LNH        | 74    | 13               | 33               | 46               | 61               | 9                | 0  | 5                    | 5                    | 6                    |                      |                      |
| 2005-2006  | Avalanche du Colorado    | LNH        | 81    | 14               | 37               | 51               | 94               | 9                | 3  | 1                    | 4                    | 8                    |                      |                      |
| 2006-2007  | Kings de Los Angeles     | LNH        | 72    | 14               | 20               | 34               | 82               | -                | -  | -                    | -                    | -                    |                      |                      |
| 2007-2008  | Kings de Los Angeles     | LNH        | 71    | 9                | 22               | 31               | 98               | -                | -  | -                    | -                    | -                    |                      |                      |
| 2008-2009  | Sharks de San José       | LNH        | 73    | 10               | 35               | 45               | 110              | 6                | 1  | 3                    | 4                    | 4                    |                      |                      |
| 2009-2010  | Sharks de San José       | LNH        | 70    | 7                | 23               | 30               | 60               | 15               | 1  | 1                    | 2                    | 10                   |                      |                      |
| Totaux LNH | Totaux LNH               | Totaux LNH | 1 270 | 240              | 537              | 777              | 1 679            | 146              | 26 | 47                   | 73                   | 166                  |                      |                      |

### En équipe nationale
| Année | Compétition          |    | PJ | B | A | Pts | Pun               |  | Résultat |
| 1991  | Championnat du monde | 2  | 0  | 2 | 2 | 0   | Médaille d'argent |  |          |
| 1994  | Championnat du monde | 8  | 0  | 2 | 2 | 6   | Médaille d'or     |  |          |
| 1996  | Coupe du monde       | 4  | 0  | 1 | 1 | 0   | Finaliste         |  |          |
| 1997  | Championnat du monde | 11 | 2  | 2 | 4 | 22  | Médaille d'or     |  |          |
| 1998  | Jeux olympiques      | 6  | 1  | 1 | 2 | 2   | 4e place          |  |          |
| 1998  | Championnat du monde | 5  | 1  | 0 | 1 | 6   | 6e place          |  |          |
| 1999  | Championnat du monde | 10 | 2  | 5 | 7 | 12  | 4e place          |  |          |
| 2002  | Jeux olympiques      | 6  | 1  | 2 | 3 | 2   | Médaille d'or     |  |          |
| 2006  | Jeux olympiques      | 6  | 0  | 1 | 1 | 2   | 7e place          |  |          |